# Campeonato Mundial de Ciclismo em Pista de 1907
O Campeonato Mundial UCI de Ciclismo em Pista de 1907 foi realizado em Paris, na França, entre 4 e 7 de julho. Foram disputadas quatro provas masculinas, das quais duas profissionais e duas amadoras.

## Sumário de medalhas

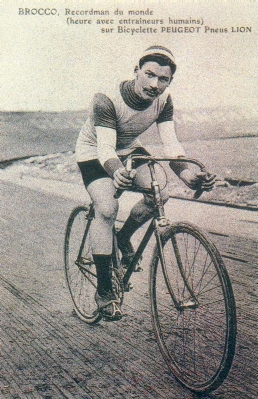
Maurice Brocco

| Eventos profissionais masculinos |                             |                         |                           |
| Velocidade individual            | Émile Friol · França        | Henri Mayer · Alemanha  | Walter Rütt · Alemanha    |
| Motor-paced                      | Louis Darragon · França     | Karel Verbist · Bélgica | Georges Parent · França   |
| Eventos amadores masculinos      |                             |                         |                           |
| Velocidade individual            | Jean Devoissoux · França    | André Auffray · França  | Camille Avrillon · França |
| Motor-paced                      | Leon Meredith · Reino Unido | Victor Tubbax · Bélgica | Maurice Brocco · França   |

## Quadro de medalhas
| Ordem | País        | Medalha de ouro | Medalha de prata | Medalha de bronze | Total |
| ----- | ----------- | --------------- | ---------------- | ----------------- | ----- |
| 1     | França      | 3               | 1                | 3                 | 7     |
| 2     | Reino Unido | 1               | 0                | 0                 | 1     |
| 3     | Bélgica     | 0               | 2                | 0                 | 2     |
| 4     | Alemanha    | 0               | 1                | 1                 | 2     |